# Asellus Tertius

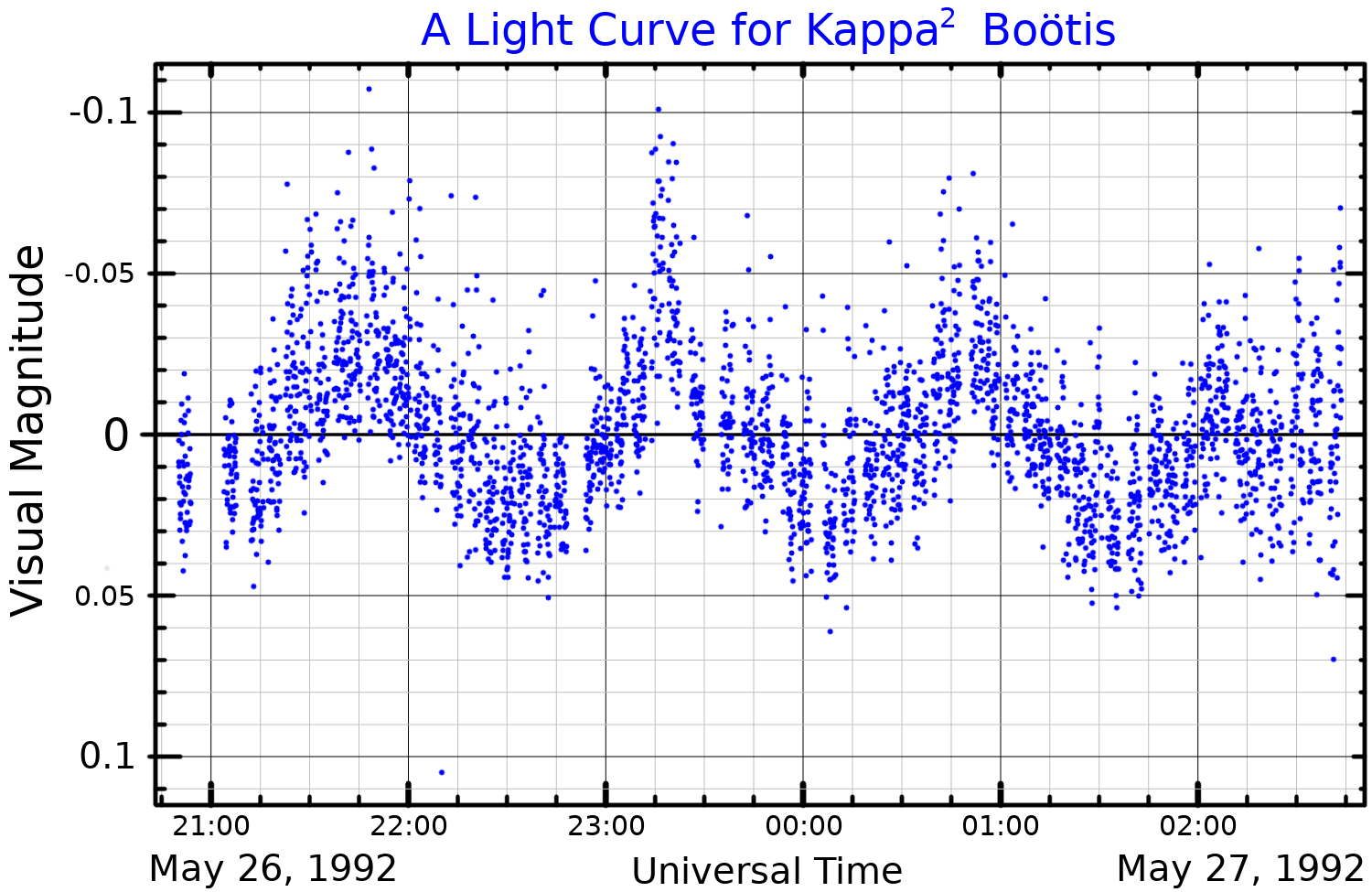
Diagrama de curva de luz

Asellus Tertius (κ Bootis / κ Boo / 17 Bootis) es una estrella doble en la constelación de Bootes, el boyero. El nombre Asellus significa «asno» en latín, siendo tres las estrellas que llevan este nombre en la constelación: de este a oeste son Asellus Primus (θ Bootis), Asellus Secundus (ι Bootis) y Asellus Tertius.
Las dos componentes de esta última, de oeste a este, se designan κ1 Bootis y κ2 Bootis. Separadas visualmente 13,4 segundos de arco, equivalente a una separación real de más de 840 UA, constituyen una verdadera binaria cuyo periodo orbital se estima en unos 8700 años. Se encuentran a 155 años luz de distancia del sistema solar.
κ1 Bootis (HD 124674 / HR 5328) es una estrella de magnitud aparente +6,58. De tipo espectral F1V, tiene una temperatura de 6835 K y es 3,7 veces más luminosa que el Sol.
Con un radio un 40% más grande que el radio solar, gira sobre sí misma con una velocidad de rotación proyectada de 38 km/s.
A su vez, κ1 Bootis es una binaria espectroscópica —su duplicidad establecida por su espectro— con un período orbital de 4,9 años. La separación media entre estas dos componentes es de 2,5 UA, disminuyendo hasta 1,2 UA en el periastro.
κ2 Bootis (HD 124675 / HR 5329) es, con magnitud +4,53, la más brillante del par. Es una subgigante blanca de tipo A8IV con una temperatura efectiva de 7830 K.
Rota mucho más deprisa que su compañera, con una velocidad de rotación de al menos 121 km/s, siendo su período de rotación igual o inferior a 1,2 días.
Su abundancia en los distintos elementos químicos es, en general, similar a la del Sol; solamente cromo y níquel, deficitarios, y azufre, sobreabundante, se apartan de esta línea.
Su luminosidad es 27 veces superior a la luminosidad solar y tiene un radio casi 3 veces más grande que el del Sol, confirmando su estatus de subgigante.
Tiene una masa aproximadamente el doble de la masa solar.
Por otra parte, κ2 Bootis es una variable Delta Scuti; estas variables, caracterizadas por una fluctuación en su brillo de décimas de magnitud, pueden ser consideradas una versión menor de las cefeidas. Caph (β Cassiopeiae) es una de las representantes más brillantes del grupo. La amplitud en la variación de brillo de κ2 Bootis es de 0,05 magnitudes, siendo el período principal de 1,555 horas.